# Rhynchagrotis distracta
Rhynchagrotis distracta là một loài bướm đêm trong họ Noctuidae.